# Les Fredaines de Pierrette
Les Fredaines de Pierrette či Arrivée de Pierrette et Pierrot je francouzský němý film z roku 1900. Režisérkou je Alice Guy (1873–1968). Film trvá zhruba dvě minuty a později byl kolorován. Film je volným dílem.
Jedná se o jeden z mnoha tanečních filmů Alice Guy.

## Děj
Žena v růžových šatech sundává bílý kabát a klobouk. Potom si sedne, aby se napudrovala. Mezitím přichází Pierot, který ji chce obejmout a políbit. Žena ho ale odmítá a Pierot odejde. Žena se upraví před zrcadlem a je připravena tančit. Poté přichází střih, po kterém je vidět, že tancuje s harlekýnem v zeleném kostýmu s velkým bílým límcem, dvourohým kloboukem a žlutými kozačkami. Žena a harlekýn předvedou tanec ve dvou (pas de deux) a ukončí ho polibkem.